# Bernard Madoff
Bernard (Bernie) Lawrence Madoff (n. 29 aprilie 1938, New York City, New York, SUA – d. 14 aprilie 2021, Federal Medical Center, Butner⁠(d), Carolina de Nord, SUA) a fost un finanțist american de origine evreiască, broker, fost director (neexecutiv) la bursa NASDAQ din New York.
Folosind schema Ponzi, a efectuat de-a lungul a 48 de ani cea mai mare infracțiune financiară din istoria S.U.A., delapidând suma de 65 de miliarde de dolari.
La vârsta de 71 de ani a fost condamnat la 150 de ani de închisoare.

## Activitatea
În 1960 a creat o firmă de brokeraj, investiții și consiliere financiară, la bursa newyorkeză. Bernard L. Madoff Investment Securities LLC. de pe Wall Street-New York și a fost directorul ei până la arestarea sa la 11 decembrie 2008. În timpul marei crize economice din anii 2007-9 s-a descoperit că Madoff, care număra printre clienții săi bănci, ca „HSBC”, „Fortis Bank” - olandeză, „UBS” - elvețiană, „Stndard” - spaniolă, „BNP” - franceză, „Barkley's” - britanică, „Azura” - japoneză, etc., universități ca „N.Y. University”, „Columbia”, „Yeshiva University”, „Tehnion”-ul din Haifa și alte instituții și organizații, a delapidat într-o carieră de 48 de ani suma de 65 de miliarde de dolari, devenind cel mai mare escroc de bursă din istorie.
La vârsta de 71 de ani a fost judecat, găsit vinovat la 11 capete de acuzare și condamnat la pedeapsa de 150 de ani de închisoare.
Madoff a murit la 14 aprilie 2021, la vârsta de 82 de ani.